# Carmen de Aragón
María del Carmen de Aragón Amunárriz, née le 21 juin 1958, est une femme politique espagnole membre du Parti populaire (PP).

## Biographie

### Vie privée
Elle est mariée et mère d'une fille et deux fils.

### Activités politiques
De 1995 à 2007, elle est maire de Arenas de San Pedro. De 1999 à 2003, elle est députée provinciale d'Ávila.
Le 14 mars 2004, elle est élue sénatrice pour Ávila au Sénat et réélue en 2008, 2011, 2015 et 2016.